# Charis Papadopulos
Charis Papadopulos (gr. Χάρης Παπαδόπουλος, ur. 26 października 1983) – cypryjski żeglarz sportowy, startujący w klasach Laser i Finn, olimpijczyk.
Zawodnik dwukrotnie brał udział w igrzyskach olimpijskich: w 2004 w Atenach startował w zawodach w klasie Laser i zajął 28. miejsce, oraz w 2008 w Pekinie, gdzie startował w klasie Finn – zajął 22 pozycję.